# Retrato del padre del artista
Retrato del padre del artista es una acuarela sobre papel realizada por Pablo Picasso en 1896 y que forma parte de la colección permanente del Museo Picasso de Barcelona, por donación del artista desde 1970.

## La obra
José Ruiz Blasco (1838-1913), profesor de la Escuela de Bellas Artes y pintor, es uno de los modelos preferidos del joven Picasso hasta el año 1899. En estos periodos de formación, la relación entre padre e hijo es muy estrecha. El padre impulsa su vocación artística y tutela los pasos de su proceso de aprendizaje. De hecho, la personalidad del padre deja en Picasso una fuerte huella. En 1943, confiesa a Brassaï: 

Cada vez que dibujo un hombre, pienso, sin querer, en mi padre [...] Para mí, el hombre es don José, y así será toda mi vida.
 Picasso en Picasso.Una biografía

Cuando pinta este retrato, Picasso tiene 15 años. Como observa John Richardson: 

Los retratos que Pablo hizo de don José son algo más que rutinarios estudios de un modelo. Comunican sentimientos contradictorios, como el amor filial, el orgullo, la lástima y la mezcla de culpabilidad y redención que cualquier alumno adolescente sensible siente por el querido y viejo profesor al que supera.

## Otros retratos de su padre
El museo conserva numerosos retratos del padre del artista: dibujos primerizos de La Coruña de 1894-1895; dibujos hechos en Málaga o en Barcelona de 1895;; de Barcelona de 1895-1896;, retratos hechos en Barcelona de 1896-1897; una acuarela en tonos azules; un óleo;) y dibujos de 1898-1899;, además de varios bocetos y apuntes. El padre fue el modelo para la figura del médico de la pintura Ciencia i Caridad.